# Привольное (Тахтабродский сельский округ)
Приво́льное (каз. Привольное) — село в районе имени Габита Мусрепова Северо-Казахстанской области Казахстана. Село входит в состав Тахтабродского сельского округа. Код КАТО — 596659400.

## География
Расположено на берегу реки Акканбурлык.

## Население
В 1999 году численность населения села составляла 206 человек (109 мужчин и 97 женщин). По данным переписи 2009 года, в селе проживало 28 человек (15 мужчин и 13 женщин).